# Після апокаліпсису (фільм Ясуакі Накадзіми, 2004)
«Після Апокаліпсису» (англ. After the Apocalypse) — американський постапокаліптичний чорно-білий фільм 2004 р. режисера Ясуакі Накадзіми про п'ятьох виживанців після Третьої світової війни. Головні ролі виконували: Жаклін Боумен, Веліна Георгі, Оскар Лоу, Мойзес Моралес, Ясуакі Накадзіма.
У фільмі відсутній діалог.

## Сюжет
У невизначений час, у невизначеному місці Третя світова війна підійшла до кінця, залишивши
за собою сліди руйнування і зруйнований ландшафт. Людина, одягнена в ганчірки і кисневу маску, на свій ризик залишає бункер у пошуках їжі. Під час пошуків він знаходить людину, потім іншу, а далі
жінку… і він стикається з важливішим питанням, ніж просто виживання.
Похмурі чорні та білі фотографії, постапокаліптична футуристична історія про майбутнє
повернення до життя. Четверо чоловіків і одна жінка вижили. Вони втратили все, свої минулі життя і можливість розмовляти. Тепер вони повинні надати сенс новому життю і відновити основи спілкування. Виживанці змушені спілкуватися без слів, бо постраждали від деструктивних газів. Вони повинні навчаться відтворювати свої життя як індивідуально, так і колективно.

## Виробництво
Фільм знятий у Брукліні і Квінсі, Нью-Йорк.

## Критика
На сайті Rotten Tomatoes Після Апокаліпсису отримав рейтинг 90 % свіжості на основі 9 відгуків, з середньою оцінкою 6,8/10. На сайті Metacritic фільм отримав оцінку 53/100 на основі 6 відгуків. На сайті IMDb рейтинг — 6,1/10.